# A sziget meséje
A sziget meséje (eredeti cím: Ada Masalı) 2021-es török romantikus vígjátéksorozat, amit Ali Bilgin és Özgür Sevimli rendezett. A főbb szerepekben Ayça Ayşin Turan és Alp Navruz látható.
Törökországban 2021. június 15-től december 11-ig sugározta a Star TV. Magyarországon 2022. augusztus 29-től december 23-ig sugározta az Izaura TV.

## Cselekmény
Haziran egy városi lány, aki imádja az isztambuli életstílust. Egy ismert divattervező lánya, aki lejtmenetben van. Mozgalmas élete a feje tetejére áll, amikor a cég, amelynek dolgozik, arra kéri, hogy egy egzotikus szigetre utazzon, hogy egy fontos küldetést hajtson végre: információkat szerezzen, hogy nyomást gyakoroljon Poyrazra, hogy adja el a földjét egy üdülőközpont építéséhez. Poyraz, aki hitelt vett fel vállalkozása finanszírozására, nem hajlandó eladni. Haziran úgy végzi el a feladatát, hogy nem tudja, hogyan ártott Poyraznak, így amikor rájön, mit tett, megpróbál segíteni neki.
Haziran napról napra, komikus helyzetek és szimpatikus szigetlakók közepette rájön, hogy életritmusa semmiben sem hasonlít a békés szigeten született Poyrazéhoz, de ha már ott van, a szerelem és a sziget teljesen megváltoztatja az életét.

## Szereplők
| Színész          | Szereplő              | Magyar hang        |
| ---------------- | --------------------- | ------------------ |
| Ayça Ayşin Turan | Haziran Sedefli Özgür | Mikecz Estilla     |
| Alp Navruz       | Poyraz Ali Özgür      | Szabó Máté         |
| Nihan Büyükağaç  | Selma Göknar Kahraman | Tarr Judit         |
| Bülent Çolak     | Görkem                | Fesztbaum Béla     |
| Bedia Ener       | Aliye Özgür           | Rátonyi Hajni      |
| İpek Tenolcay    | Zeynep Göknar Sağlam  | Kovács Nóra        |
| İlkay Akdağlı    | Başkan Latif Sağlam   | Bartók László      |
| Rami Narin       | Alper Bulut           | Czető Roland       |
| Özge Demirtel    | Biricik Atakan        | Sallai Nóra        |
| Merve Nur Bengi  | Melisa Ayen Bulut     | Gyöngy Zsuzsa      |
| Fatih Yücebağ    | Sadık                 | Elek Ferenc        |
| Eylül Ersöz      | Nehir Demirer         | Pekár Adrienn      |
| Fatih Altun      | Beyazit               |                    |
| Mustafa Aran     | Burak                 |                    |
| Ümmü Putgül      | Suzan                 |                    |
| Hasan Say        | Okan                  |                    |
| Cem Anıl Kenar   | Hakan                 | Renácz Zoltán      |
| Efe Adabaş       | Ateş Atakan           |                    |
| Mesut Özkeçeci   | Doygun                | Jakab Csaba        |
| Erdem Kaynarca   | Batu Nemranli         |                    |
| Beril Pozam      | İdil Sağlam           | Bogdányi Titanilla |
| Bensu Begovi     | Duygu                 |                    |

## Évados áttekintés
| Évad | Évad | Török epizódok száma | Magyar epizódok száma | Eredeti sugárzás | Eredeti sugárzás   | Eredeti sugárzás | Magyar sugárzás     | Magyar sugárzás    | Magyar sugárzás |
| Évad | Évad | Török epizódok száma | Magyar epizódok száma | Évadpremier      | Évadfinálé         | Eredeti adó      | Évadpremier         | Évadfinálé         | Magyar adó      |
| ---- | ---- | -------------------- | --------------------- | ---------------- | ------------------ | ---------------- | ------------------- | ------------------ | --------------- |
|      | 1.   | 25                   | 83                    | 2021. június 15. | 2021. december 11. |                  | 2022. augusztus 29. | 2022. december 23. |                 |

## Forgatás
A sorozat egy részét İzmiren forgatták.